# واسیل کاسیان
واسیل کاسیان (اوکراینی: Василь Ілліч Касіян؛ ۱ ژانویه ۱۸۹۶ – ۲۶ ژوئن ۱۹۷۶) نظامی، و نقاش اهل اتریش-مجارستان بود.
وی همچنین برندهٔ جوایزی همچون نشان لنین، قهرمان کار سوسیالیست، و نشان پرچم سرخ کار شده‌است.